# Marielle Guichard
Marielle Guichard (nascido em 29 de dezembro de 1963) é um ex-ciclista francês que competiu na prova de estrada (individual) nos Jogos Olímpicos de Verão de 1984, terminando na vigésima posição.